# Agrostis aucklandica
Agrostis aucklandica é uma espécie de gramínea do gênero Agrostis, pertencente à família Poaceae.